# Дифференциальная проводимость
Дифференциальная проводимость — это параметр, определяющийся как отношение небольшого изменения силы тока в устройстве к вызвавшему это изменение напряжению. Такой параметр часто используется для описания нелинейных элементов электрических цепей, таких как полупроводниковые диоды, бареттеры, искровые разрядники и другие. В условиях малых сигналов дифференциальная проводимость показывает размер электрических потерь, вносимых данными элементами. Некоторые полупроводниковые приборы, включая туннельные диоды, диоды Ганна, стабилитроны и другие, могут демонстрировать участки на их вольт-амперной характеристике (ВАХ), где дифференциальная проводимость может быть очень низкой, очень высокой или даже отрицательной. Это понятие также применяется при анализе физических явлений, вызывающих нелинейность ВАХ, например, при токовой неустойчивости или пробое полупроводниковых приборов. Иногда вводится понятие удельной дифференциальной проводимости, которая определяется как отношение малого изменения плотности тока к вызвавшему его изменению напряженности внешнего электрического поля и часто обозначается просто как «D».